# 實證哲學教程
《實證哲學教程》是法國科學哲學家奧古斯特·孔德於1830年至1842年間陸續出版的哲學書籍，共6卷。在這本書中，孔德論述認識論的實證主義觀點，為日後的社會學提供方法論上的基礎。
《實證哲學教程》前3卷大部份在討論當時的自然科學諸學科：數學、天文學、物理學、化學、生物學。孔德認為這些學科－－尤其是化學和生物學－－的研究方法，將不可避免地影響社會科學方法論。